# 飯田壽作 (1863年生の実業家)
飯田 壽作（いいだ じゅさく、1863年2月17日〈文久2年12月29日〉 - 1930年〈昭和5年〉1月14日）は、日本の実業家。西宮銀行常務取締役。西宮酒造取締役・同監査役。西宮開運取締役。族籍は兵庫県平民。

## 人物
兵庫県平民・飯田與作の長男。1874年、分かれて一家を創立する。住所は兵庫県武庫郡西宮町松原（現・西宮市）。

## 家族・親族
飯田家
- 妻・あさ（1868年 - ?、大阪、塩川仁三郎の妹[2]、塩川仁右衛門の長女[4]）
- 長男・壽作[8][9]（寿作、1889年 - 1962年、前名・卓三、西宮酒造取締役[8][9]）
  - 同妻[4]
- 孫[8][9]